# Клаус Кріппендорф
Клаус Герберт Кріппендорф (англ. Klaus Krippendorff, 21 березня 1932, Франкфурт-на-Майні — жовтень 2022) — професор кібернетики. Син Герберта Р. А. і Шарлотти (Бартхель) Кріппендорф. 

## Освіта
У 1954 році закінчив інженерний факультет державної інженерної школи у Ганновері. У 1961 році отримав диплом дизайнера всесвітньо відомої авангардної школи дизайну Ульму (Hochschule für Gestaltung Ulm), Німеччини.  PhD в галузі комунікацій, Університет Іллінойсу, 1967. Магістр мистецтв (почесне звання), Університет Пенсільванія, 1974.
У 2001 році Американським Товариством кібернетики за внесок був нагороджений Золотою медаллю Норберта Вінера в галузі кібернетики.
Зараз він є професором комунікацій в школі комунікацій Анненберга, Університет Пенсільванії, 

## Професіональна залученість
- 1960 — 1961 рр - Науковий співробітник Інституту візуального сприйняття Німеччина
- 1963 — 1964 рр - Науковий співробітник Інституту комунікаційних досліджень Урбана, штат Іллінойс, США
- 1964 р - професор, зв'язок університету Пенсільванія Філадельфія, штат Пенсільванія, США

### Членство
- Міжнародна асоціація зв'язку (ICA)
- Американське товариство кібернетики (ASC)
- Міжнародне товариство системних наук (ISSS)
- Американська асоціація сприяння науці (AAAS)
- Європейська дослідницька асоціація освіти та комунікацій
- Інститут кібернетики Берлін e.V.
- Німецьке товариство журналістики та комунікації (почесне звання)

### Інша діяльність
- Організатор двох семінарів з комп'ютерних програм у контент-аналізі на конференціях ICA в Акапулько, 2001, та Вашингтоні, округ Колумбія, 2002.
- Співголова міжнародного семінару «Семантика в галузі дизайну та лінгвістичної природи речей», Мюнхен, Німеччина, 18-20 лютого 1998 року.
- Спільний організатор семінару з дизайну, який фінансується NSF в епоху інформації.
- Співзасновник Міжнародної конференції «Кібернетика в мистецтві навчання» для Американського товариства кібернетики, Філадельфія, листопад 1993 р.
- Співзасновник семінару та Перший Європейський симпозіум з семантики продукції, м. Хельсінкі, Фінляндія, травень 1989 р.
- Організатор конференції Міжнародної комунікаційної асоціації «Зв'язок у перехідному періоді», Сан-Франциско, травень 1984 р.
- Організатор Національної конференції «Процеси комунікації та контролю у суспільстві», Філадельфія, жовтень-листопад 1974 р.
- Співзасновник Національної конференції «Аналіз вмісту», Філадельфія, листопад 1967 р.
- Учасник, ведучий доповідей та організатор симпозіумів на засіданнях
- Академія мистецтв, Берлін, Німеччина
- Альта конференція (штат Юта)
- Американська асоціація сприяння розвитку науки
- Американське товариство кібернетики
- Асоціація освіти в галузі журналістики
- Купер-Хьюітт, Національний музей дизайну, Смітонівський інститут, Нью-Йорк
- Конференція з написання навчального плану (WAC)
- Конгрес Бразилієро де Пескіза і розробка дизайну.
- Інститут управління проектами
- Німецьке товариство журналістики та комунікації
- Німецьке товариство семіотиків
- Інститут зв'язку Схід-Захід, Гонолулу, Гаваї
- Європейська комунікаційна асоціація
- Дослідницька конференція Гордона
- Промислово-конструкторське товариство Америки
- Міжнародна асоціація досліджень масової комунікації
- Міжнародний конгрес з кібернетики та системних досліджень
- Міжнародна комунікаційна асоціація
- Міжнародне товариство загальних системних досліджень
- Проблеми в науково-дослідній конференції медсестер
- Нідерландський інститут підвищення кваліфікації
- Суспільство наукових досліджень дизайну, Японія
- Асоціація мовних комунікацій / Національна комунікаційна асоціація
- Храмова конференція з питань культури та комунікації
- Храмова конференція з аналізу дискурсу
- Центр мистецтва та медіа, Карлсруе

## Дослідницькі інтереси
- Конструктивістська гносеологія та кібернетика другого порядку; Когнітивна семантика та лінгвістичні наслідки для ведення суспільної науки; Соціальні або діалогічні конструкції дійсності
- Математичні основи кібернетики, загальних систем, комунікаційних та інформаційних теорій.
- Методологія дослідження комунікацій; Аналіз, критика та розробка якісних та кількісних методів емпіричного дослідження; Семантичний аналіз етнографічних даних.
- Аналіз контенту: теорія змісту та аналізу практичного контенту; Критика існуючих емпіричних методів та розробка нових обчислювальних методів
- Аналіз розбіжностей та надійності
- Критична стипендія; Спроби розробки концепцій та методів дослідження соціальних явищ, які виявляють можливості для змін, а не описують те, що було; Концепції звільнення, написання та мовлення, особливо щодо інших.
- Дизайн: теорія семантики продукції; Людино-центрований дизайн; Дослідження для розробки інтерфейсу людини-комп'ютера: телефон, комп'ютерне співробітництво та спеціальні програми; Принципи дизайну інформаційного віку.

## Публікації

### Книги та монографії
- Семантичний поворот; Новий фонд для дизайну; 349 сторінок. Бока Ратан, Лондон, Нью-Йорк: Taylor & Francis CRC, 2006.
- Аналіз контенту, вступ до його методології 2-е видання; 413 сторінок. Thousand Oaks, CA: Публікації мудреців, 2004.
- Тарталомеемезез Модзортананак Алапяй. Будапешт: Баласси Кіад, 1995. (Угорський переклад контент-аналізу: вступ до його методології).
- Дизайн: дискурс про значення; Робоча книга. Філадельфія П.А .: Університет мистецтв, літо 1994.
- Методологія аналізу проблеми: теорія та практика. Барселона-Буенос-Айрес-Мексика: Ediciones Paidos, 1990. (Іспанська переклад контент-аналізу: вступ до його методології).
- Японський переклад переглянутої версії контент-аналізу: вступ до його методології. Токіо: Keiso Communication, 1990.
- Теорія інформації: структурні моделі для якісних даних; 96 сторінок. Беверлі-Хіллз, CA: Публікації мудреців, 1986.
- Словник кібернетики. Норфолк В. А.: Американське товариство кібернетики, 1986.
- Аналізі дель Контенуто; Introduzione Methodologica. Introduzione di Enzo Campelli. Torino: ERI, 1983. (Італійський переклад контент-аналізу, вступ до його методології).
- Аналіз контенту; Вступ до його методології. 188 сторінок. Беверлі-Хіллз CA: Sage, 1980.
- Аналіз контент-аналізу: пропозиція для рамки та обчислення інформації для повідомлення аналітичних ситуацій. 400 сторінок. Кандидатська дисертація . Урбана: Університет штату Іллінойс, 1967.
- Короткий огляд і символічний зв'язок з об'єктами: Передача цілісної теорії для розробки програмного продукту в області соціальних комунікацій. 138 сторінок. Дипломна робота. Hochschule für Gestaltung, Ульм, 1961.

### Редакції
- Дизайн в «The Age of Information», звіт до Національного наукового фонду (NSF). 184 сторінки. Ролі, NC: дослідницька лабораторія дизайну, школа дизайну, Північна Кароліна, Університет, 1997.
- Спеціальне видання, присвячене продуктовій семантиці, з Reinhart Butter. 140 сторінок. Дизайн Випуски 5.2, 1989.
- Спеціальне видання, присвячене продуктовій семантиці, з Reinhart Butter. 32 сторінки. Інновації 3,2, 1984.
- Спеціальне видання, присвячене Autopoiesis з Milan Zeleny (ред.) 39 сторінок. Кібернетичний форум 10, 2 і 3, 1981.
- Зв'язок і контроль у суспільстві. (Ред.). 597 сторінок. Нью-Йорк: Гордон і Брейч, 1979.
- Аналіз вмісту зв'язку; Розвиток наукових теорій та комп'ютерних технологій. З Джорджем Гербнером, Оле Р. Холсті, Вільямом Дж. Пейслі, Філіпом Дж. Стоун (ред.) 529 сторінок. Нью-Йорк: Джон Вілі і син, 1969 рік.

### Розділи в книгах
- Записи про загальмовуваність, кібернетику, інформацію, надійність, теорію систем та дійсність у В. Донсбах (ред.). Міжнародна енциклопедія спілкування, Оксфорд: Блеквелл (у пресі).
- Дизайнерські дослідження, Оксиморон? Ральф Мішель (ред.) Дизайн-дослідження — нариси та відібрані проекти (у пресі).
- з Reinhart Butter, Semantics: Значення та контекст у дизайні, у H.N.J. Schifferstein & P. Hekkert (ред.), Досвід роботи. Нью-Йорк: Elsevier, 2007 (у пресі).
- Чотири (в) детермінованості, не один. Глава в Хосе В. Чипрут (ред.). Невизначеність: Mapped, Navigable і Uncharted. Кембридж, штат Массачусетс: MIT Press 2008 (у пресі).
- Соціальна побудова громадської думки. Сторінки 129—149 в Едіт Вьянді; Йоахім Вестербаркі; і Армін Шолль (ред.). Зв'язок через комунікацію. Теорія, методи та практика. Festschrift для Клауса Мертен. Вісбаден: VS-Verlag, 2005.
- Письмо: монолог, діалог та екологічний опис. Сторінки 119—159 в Майкл Б. Гіннер (ред.), Вступ до ділового спілкування. Freiberger Beiträge zur Interkulturelle und Wirtschaftskommunikation, Том 1. Франкфурт: Пітер Ланг, 2005.
- Дискурс проектування: спосіб редизайну дизайну (головне слово для суспільства наукових досліджень дизайну, Японія, 2000 р.), Англійською мовою, стор. 01.5 — 01.11; на японською мовою, сторінки 01.12 — 01.20; Спеціальний випуск: Реконструкція значення в дизайні та наступні розміри дизайну, Японське товариство з науки про дизайн, Токіо, 2002.
- Предисловие, сторінки xvii-xix у Гермінії С. М. Альфонсо, соціально поширений запит; Самоосмислительный поглиблений комунікативний підхід до соціального повторного пошуку. Сікатуна Село, Кесон-Сіті, Філіппіни: Велика торгівля книгами. 2001 го
- Пропозиції людини-центрості: філософія дизайну. Сторінки 55-63 у Дейві Дарлінг і Кен Фрідман (ред.), Докторантура в галузі дизайну: основи для майбутнього. Стаффордшир (Велика Британія): Staffordshire University Press, 2000.
- Екологічні нарати: відновлення голосу теоретизованих інших. Глава 1 в Хосе В. Чипрут (ред.). Мистецтво Феода; Реконцептуалізація міжнародних відносин. Вестпорт, CT: видавництво Praeger, 2000.
- Про інше, що створює теорію. Глава 1, сторінки 1-13 в Хосе В. Чипрут (ред.). З страхів і ворогів; Безпека та незахищеність в умовах еволюції глобальної політичної економії. Вестпорт, CT: видавництво Praeger, 2000.
- Конструювання генів для соціальної сфери. Сторінки 37-55 в Джудіт Лазар (Ред.) Revue européenne des sciences sociales 37 no 114, 1999.
- Поле для вирощування докторських наук у дизайні? Сторінки 207—224 в R. Buchanan et al. (Ред.), Докторантура в галузі дизайну 1998; Праці конференції штату Огайо. Пітсбург, штат Пенсільванія: Школа дизайну, Університет Карнегі-Меллона, 1999.
- Основні метафори спілкування та деякі конструктивістські роздуми про його використання. Глава 4, стор. 107—146 у Марсело Пакмані (ред.). Construcciones de la Experiencia Humana. Барселона, Іспанія: редакція Gedis, 1997.
- Траєкторія штучності та нові принципи дизайну для інформаційного віку. Сторінки 91-95 в Клаус Кріппендорф (ред.) Дизайн в епоху інформації, доповідь Національному науковому фонду (NSF). 184 сторінки. Науково-дослідна лабораторія дизайну, Школа дизайну, Державний університет Північної Кароліни, штат Poalei, NC, 1997
- Побачивши себе через очі інших в соціальному дослідженні. Глава 2, стор. 47-72 у Михаїлі Гуспецьку та Гері П. Радфорді (ред.). Трансгресивні дискурси; Зв'язок та голос іншого. Олбані, штат Нью-Йорк: SUNY Press, 1997.
- Про надійність уніфікуючих безперервних даних. Глава 2, стор. 47-76 в Петрі В. Марсден (ред.). Соціологічна методологія, 1995, т. 25. Кембридж М. А.: Блеквелл, 1995.
- Редизайн дизайн; Запрошення до відповідального майбутнього. Сторінки 138—162 в Päivi Tahkokallio & Susann Vihma (ред.) Дизайн — задоволення або відповідальність? Гельсінкі: Університет мистецтв і дизайну, 1995.
- Минулому сподіваному майбутньому спілкування. Сторінки 42-52 в Марк Р. Леві та Михайло Гуревич (ред.). Визначення медичних досліджень; Роздуми про майбутнє поля. Нью-Йорк: Oxford University Press, 1994. (Спочатку Джо C 43.3: 34-44, 1993)
- Рекурсивна теорія комунікації. Сторінки 78-104 в Девід Кроулі та Девід Мітчелл (ред.) Теорія зв'язку сьогодні. Cambridge UK: Polity Press, 1994.
- Потерпілий посланник; Метафори та моделі спілкування. Сторінки 79-113 в Клаусі Мертен, Зігфрид Й. Шмідт та Зігфрід Вайшенберг (ред.) Реальність засобів масової інформації; Вступ до комунікаційної науки. Opladen: західнонімецький видавець, 1994.
- Два шляху в пошуку (значення) (речей). Сторінки 113—142 в Майкл Тицман (ред.) Знак (теорія) на практиці. Пассау, Німеччина: Wissenschaftsverlag Rothe, 1993.
- Кроки до конструктивістської гносеології масової комунікації (G. Bentele & M Rühl, trans.), Сс. 19-51. Коментар Клауса Мертен, Хорст Рейманн, Лутц Ербрінг та Ульріх Саксер, сторінки 52-73. У Гюнтера Бентела та Манфреда Рюля (ред.).

### Статті
- Кібернетика дизайну та дизайн кібернетики. Кибернети в пресі
- Розвідка штучного мистецтва. Артефакт 1.1: 17-22, 2007 (паперова версія).
- З Ендрю Ф. Хейсом: Відповідь на заклик до стандартного виміру надійності для кодування даних. Методи та заходи зв'язку 1,1: 77-89, 2007.
- Діалогічна реальність сенсу; Американський журнал семіотиків 19,1-4: 19-36, (номінально 2003, фактично) 2006.
- Вивчення штучності; Артефакт 01: 9-13, 2006 (онлайн версія).
- Бути сліпим або забути? Дослідження після всіх — повторний пошук; Aviso 40: 8-9, 2005.
- Визначення надійності якісних даних аналізу тексту; Якість та кількість 38: 787—800, 2004.
- Надійність у контентному аналізі: деякі загальні помилки та рекомендації. Human Communication Research 30,3: 411—433, 2004.
- Внутрішня мотивація та людиноцентричний дизайн; Теоретичні питання в галузі ергономіки 5,1: 43-72, 2004.
- Реториш Геніерейче. Організація Lernende, 11, лютий: 59-60, 2003.
- Спогади про Гайнца фон Ферстера, «Риторичний геній». Кібернетика та знання людей 10,3-4: 145—146, 2003.
- Післямова (до питання, присвяченого роботі Франциско Дж. Варела). Кібернетика та знання людей 9,2: 95-96, 2002.
- Дизайн центру не серйозний: uma necessidade cultural. Revista Estudos em Design, Ріо-де-Жанейро 8,3: 87-98, 2000.
- Поза когерентністю. Управління комунікаціями щоквартально 13.1: 135—145, 1999.
- Wenn ich einen Stuhl sehe — sehe ich dann wirklich nur ein Zeichen? Коли я бачу кафедру — чи повинен я бачити знак цього? formdiskurs 5,2: 98-107, 1998.
- З Нельдою Самарель і Жаклін Фауцет: жінки сприймають групову підтримку та адаптацію до раку молочної залози. Журнал «Розширений медичний догляд» 28, 6: 1259—1268, 1998.
- Кібернетика другого порядку другого порядку. Systems Research 13,3: 311—328, 1996.
- Скасування сили. Критичні дослідження в масових комунікаціях 12,2: 101—132, 1995.
- Основні метафори комунікації та деякі конструктивістські роздуми про їх використання. Кібернетика та знання людини 2,1: 3-25, 1993.
- Минулому сподіваному майбутньому спілкування. Журнал комунікації 43,3: 34-44, 1993.
- Де Функції уникнення значень, з маслом Reinhart. Журнал управління дизайном 4,2: 30-37, 1993.
- Бесіда або інтелектуальний імперіалізм у порівнянні комунікації (теорії). Теорія зв'язку 3,3: 252—266, 1993.
- Інформація, інформаційне суспільство та деякі марксистські пропозиції. Інформація та поведінка 5: 487—521, 1992.
- Сила зв'язку та комунікації влади; На шляху до емансипаційної теорії комунікації. Зв'язок 12: 175—196, 1989 (опубліковано 1991).
- Відтворення, обчислення та проектування розуму. Журнал Design Management 2,1: 29-36, 1991.
- Єретичне повідомлення про спілкування через комунікації про реальність. Дельфін 13,2: 52-67, січень 1990 р.
- Мова об'єктів, з Сеппо Вейкева. Червень 52, червень 1989 р.
- «Про суттєві контексти артефактів» або на пропозицію, що «Дизайн робить сенс (про речі)». Проблеми дизайну 5,2: 9-39, 1989.
- Асоціація, Угода та Акціонерний капітал. Якість і кількість 21: 109—123, 1987.
- Японський переклад «Дослідження символічних якостей форми» з маслом «Рейнхарт». Промисловий дизайн139-140: 10-13, 1987.
- З Michael Eleey, моніторинг символічного середовища організацій. Зв'язок з громадськістю 12,1: 13-36, 1986.
- Інформація, інформаційне суспільство та деякі марксистські пропозиції (скорочена версія). Інформатологія Югославія 17,1-2: 7-38, 1985.
- Коментар щодо «Декларації дизайну» Річарда Бьюкенена. Проблеми дизайну 2,2: 71-72, 1985.
- Зв'язок з кібернетичної точки зору. Informatologia Yugoslavica 16,1 & 2: 51-78, 1985.
- Семантика продукту відкриває двері для нового розуміння дизайну. Форма 108—109: 14-16, 1984-85.
- Вивчення символічних якостей форми, з маслом Reinhart. Інновації 3,2: 4-9, 1984.
- Епістемологічний фонд для спілкування. Журнал комунікації 34,3: 21-36, 1984.
- Алгоритм виявлення структурних моделей різноманітних даних. Міжнародний журнал системних наук 7: 63-79, 1981.
- Про кібернетику часу, Systemsletter 7,1: 1-2, 1978.
- Надійність даних двійкового атрибута. Біометрія 34,1: 142-144, 1978.
- Деякі принципи зберігання та пошуку інформації в суспільстві. General Systems 20: 15-35, 1975. Перевидана в повідомленнях 4,1: 5-34, & 4,2: 141—156, 1978.
- Висновки Конференції ASC з комунікації та контролю в соціальних процесах, 31 жовтня-2 листопада 1974 р. В Пенсільванському університеті. Kybernetes 4: 188—189, 1975; Форум кібернетики 7,1: 22-23, 1975.
- Додавання великих чисел комп'ютером. Журнал кібернетики 3,3: 13-14, 1973.
- Обчислення для розбіжностей: категорійна еквівалентність аналізу варіацій. General Systems 16: 222—235, 1971.
- Зв'язок і генезис структури. General Systems 16: 171—185, 1971.
- Надійність інструкцій з запису: багатоваріантна угода щодо номінальних даних. Поведінка науки 16: 222—235, 1971.
- Вираження цінностей у політичних документах. Журналістика щоквартально 47: 510—518, 1970.
- Про генерацію даних у дослідженні зв'язку. Журнал комунікації 20: 241—269, 1970.
- Оцінка надійності, систематичної помилки та випадкової помилки інтервальних даних. Освітньо-психологічне вимірювання 30: 61-70, 1970.
- Цінності, режими та області дослідження зв'язку. Журнал комунікації 19: 105—133, 1969.
- Продуктовий контртеррорт. Вихід 5 + 6: 18-21, 1961.

### Рецензії
- Побудова соціальної реальності, Джон Р. Сірл. Нью-Йорк: «Вільна преса», 1995. «Кібернетика» та «Знання людей» 3,4: 23-26, 1996.
- Екологічна комунікація Нікласа Луманна. Чикаго: Університет Чиказької преси, 1989. Журнал зв'язку 41,1: 136—140, 1991.
- Ангели бояться: до гносеології священного, Григорієм Бейтсоном і Марією Катериною Бейтсон. Нью-Йорк: МакМілліан, 1987. Продовження розмови 11: 1-2, 1987, і журнал зв'язку 38,3: 167—171, 1988.
- Сон реальності: конструктивізм Хайнца фон Ферстера, Лінн Сігал. Нью-Йорк і Лондон: Нортон, 1986. Журнал комунікації 37, 2: 155—158, 1987.
- Основний аналіз вмісту, автор Роберт П. Вебер. Беверлі-Хіллз CA: Sage Publications, 1985. Журнал Американської статистичної асоціації 82: 354—355, 1987.
- Наук і практика складності. Нью-Йорк: Університет Університету, 1985. Журнал комунікації 36,3: 180—183, 1986.
- Самоорганізація та управління соціальними системами: ідеї, обіцянки, сумніви та питання, автор Г. Ульріх та Г. Дж. Б. Пробст (ред.). Берлін: Springer, 1984. European Journal of Operational Research 27: 253—254, 1986.
- Система та структура: нариси комунікації та обміну, Ентоні Вільден. Лондон: Публікації Травісток, 1972. Сучасна соціологія 5,3: 291—292, 1976.
- Насильство на телебаченні: літературна доповідь про дослідження впливу засобів масової інформації, Хельга Келнер та Імме Горн, Майнц, Німеччина: Universitäts-Druckerei, 1971. Journal of Communication, 24,1: 137, 1974.
- Контент-аналіз: методика систематичного висновку з комунікацій Томаса Ф. Карні. Вінніпег: Університет Манітоба Прес, 1972. Громадська думка, квартал 38,1: 155—157, Весна 1974.
- Теорія злочинності та інформації, автор М. А. П. Уілмер. Единбург та Чикаго: Единбурзький університет друку та компанія «Альдін», 1970. Журнал комунікації 21,3: 280—294, 1971.
- Кібернетичні принципи навчання та освітнього дизайну, Карл У. Сміт та Маргарет Фольц Сміт, Нью-Йорк: Holt, Rinehart and Winston, Inc., 1966. AV Communication Review 15,2: 216—218, 1967.
- Wff'n Proof, гра сучасної логіки, Лейман Еллен. New Haven, Conn .: Box 71, 1962. Equations, The Game of Creative Mathematics by Layman E. Allen. New Haven CT: Box 71, 1963. AV Communication Review 14,1: 86-87, 1965.
- Психологія масової комунікації: теорія та систематика, by Gerhard Maletzke. Гамбург: Інститут Ханс Бредов, 1963. Журналістика щоквартально 41: 592—594, 1964.
- Опитування у масовому суспільстві: впровадження методів демоскопії, Elisabeth Noelle, Reinbeck bei Hamburg: Rowohlt, 1963. AV Communication Review 12,4: 468—470, 1964.
- Фільм та філософія, Ейн Есаї, Гільберт Коен-Сит. Gütersloh: C. Bertelsmann Verlag, 1962. Film und Verkündung, Проблеми рельєфу фільмів Герда Альбрехта. Gütersloh: C. Bertelsmann Verlag, 1962. Die Deutsche Filmmusik von den Anfängen bis 1956. by Hans Alex Thomas. Gütersloh: C. Bertelsmann Verlag, 1962. AV Communication Review 11,6: 297—299, 1963.
- Теорія Мас-медій: Преса, фільм, радіо, автор Еріх Фельдманн. Мюнхен-Базель: Ernst Reinhardt Verlag 1962. AV Communication Review 11,3: 64-65, 1963.

## Наукові доповіді та пропозиції досліджень
- Пропозиції людино-центричності; епістемологія для дизайну. Готується до конференції на докторантурі в дизайні
- Аналіз змісту упередження у споживчих звітах про автомобілі. Доповідь про дослідження. Філадельфія: Школа зв'язку Анненберга, Університет Пенсильванії, 1982 (мімео).
- Підтвердження та ілюстрація алгоритму, який відрізняє структурні моделі з циклами без циклів. Філадельфія: школа зв'язку Анненберга, Університет Пенсильванії, 1981 (мімео).
- Розвиток та допомога, вивчення самоорганізації в селах Бангладеш. Пропозиція до досліджень. Філадельфія: школа зв'язку Анненберга, Університет Пенсильванії, 1978 (мімео).
- Метод сильного асоціативного кластеризації даних 2m. Філадельфія: школа зв'язку Анненберга, Університет Пенсильванії, 1975 (мімео).
- З Майком Елей. Система постійного моніторингу національної публічності для програмування PBS. Звіт про пілотне дослідження. Служба громадського мовлення, Вашингтон, округ Колумбія, 5 березня 1973 року.
- Деякі шаблони в насильницькому взаємодії з телебаченням. Попередній звіт, Філадельфія: Школа зв'язку Анненберга, Університет Пенсильванії, 1969 (мімео).
- Комп'ютерні програми для багатоваріантної класифікації в аналізі змісту. Дослідницька пропозиція представлена Національному науковому фонду. Філадельфія: школа зв'язку Анненберга, Університет Пенсильванії, 1969 (мімео).
- Пропонований домен та структура доктора філософії Програма соціальної комунікації. Філадельфія: Школа зв'язку Анненберга, Університет Пенсильванії, 1965 (мімео)
- Начерк для BATIC: Навчальний пристрій для демонстрації та експерименту з основними теоріями автоматів у кібернетиці та комунікаціях. Філадельфія: школа зв'язку Анненберга, Університет Пенсильванії, 1964 (мімео).
- Перші примітки щодо імітації майбутнього спрямованого поведінки дуже великих соціальних систем на основі вмісту повідомлення, що поширюється в цих системах. Урбана: Інститут зв'язку досліджень, Університет штату Іллінойс, 1964 (мімео).
- Вплив кольору на впізнаваність і видимість об'єктів. З Мервіном В. Перріном і Клаусом Вегнером. Технічний звіт 3, Ульм: Hochschule für Gestaltung, Науковий центр зорієнтування, 1961.

## Інші роботи (містить не закінчені роботи)
- Визначення надійності даних якісного аналізу тексту. Документ представлений на конференції ICA 2002 року в Сеулі, Корея
- Кібернетика другого порядку, розмова, що відображає сама по собі. Філадельфія: школа зв'язку Анненберга, Університет Пенсильванії, 2000.
- Письмо: монолог, діалог та екологічний опис. Документ представлений на конференції «Писемність за навчальним планом» (WAC). Ітака, штат Нью-Йорк: Корнельський університет, 3-6 червня 1999 р. Для публікації в Джонатані Монро (ред.), Віртуальні поля: академічний дискурс та дисциплінарні культури (проект публікації заброшено).
- Парадигмальний зміна, що викликається виникаючими кіберпросторами. Документ представлений на конференції "Connected Intelligence; Люди в інформаційних системах "в Центрі мистецтва та медіа, Карлсруе, Німеччина, 28-30 жовтня 1997 р. Також обговорювалися на конференції з питань дизайну, планування та розуміння людей Американського товариства кібернетики, 2-5 квітня 1998 р. Санта Круз, штат Каліфорнія.
- Соціальна реальність значення. Папір, представлений на семінарі «Сенс речей», 17 березня 1996 р., Купер-Хьюітт, Національний музей дизайну, Смітонівський інститут, Нью-Йорк.
- Аргументи на користь пропозиції: вирішили, що «Знання про спілкуванню можуть бути відомі лише відомим», зробленим під час дебатів інформаційних систем на 1996.5.24 на конференції ICA в Чикаго, штат Іллінойс.
- Семантичний поворот; Вступ до семантики продукту. Основний документ представлений на конференцію, скликану з цією метою 3-4 грудня 1994 року в університеті Ульму, Німеччина.
- Принцип рефлексивності. Документ представлений на конференції ICA у Вашингтоні, округ Колумбія, 27-31 травня 1993 року.
- Останні розробки в аналізі надійності. Папір, представлений на конференції ICA у Маямі Ф. Л., 21-25 травня 1992 року.
- Підрахунок розбіжностей. Частина I більшого проекту «Розбіжність та надійність». Філадельфія: школа зв'язку Анненберга, Університет Пенсильванії, 10 жовтня 1991 р. (Мімео).
- Кроки до конструктивістської гносеології для масової комунікації. Основна доповідь конференції з теорій публічного спілкування Deutsche Gesellschaft für Publizistik und Kommunikationswissenschaft, Бамберг, Німеччина, 8-10 травня 1991 року.
- Інформація та інформація та інформація в теорії та практиці. Філадельфія: школа зв'язку Анненберга, мімео. Запитувана для публікації, 1990.
- Про рефлексивність у людській комунікації. Папір, представлений на 10-й Храмовій конференції з аналізу дискурсу, 16-18 березня 1989 р. Філадельфія: Школа комунікації Анненберг, Університет Пенсильванії, 1989 (мімео).
- На шляху до кібернетики (мас-медіа) установ. Сарі Томас і Ненсі Синьоріреллі (ред.). Нариси в честі Джорджа Гербнера, у пресі.
- Про Індекси Угоди Мапінга. Філадельфія: школа зв'язку Анненберга, Університет Пенсильванії, 1988 (мімео).
- Про побудову людей у соціальній розвідці. Філадельфія: школа зв'язку Анненберга, Університет Пенсильванії, 1986 (мімео).
- Зв'язок з кібернетичної точки зору, Схід і Захід? Філадельфія: Школа зв'язку Анненберга, Університет Пенсильванії, 1982 (мімео).
- Модель як канал зв'язку; Кількісний підхід. Філадельфія: школа зв'язку Анненберга, Університет Пенсильванії, 1978 (мімео).
- Спектральний аналіз відносин, подальші розробки. Філадельфія: школа зв'язку Анненберга, Університет Пенсильванії, 1978 (мімео).
- Надійність, випадок двійкових атрибутів. Філадельфія: школа зв'язку Анненберга, Університет Пенсильванії, 1978 (мімео).
- Дійсність в аналізі змісту. Філадельфія: Школа зв'язку Анненберга, Університет Пенсильванії, 1977 (мімео).
- Спектральний аналіз відносин. Філадельфія: школа зв'язку Анненберга, Університет Пенсильванії, 1976 (мімео).
- Непараметричний тест на значущість різниці між собою та зразком перетинів того ж рівня. Філадельфія: школа зв'язку Анненберга, Університет Пенсильванії, 1973 (мімео).
- Алгоритм спрощення представлення складних систем. Папери представлені на Міжнародному конгресі кібернетики та систем, Оксфорд, Англія, 28 серпня — 1 вересня 1972 року. Філадельфія: Школа зв'язку Анненберга, Університет Пенсильванії, 1972 (мімео).
- Процес запису. Філадельфія: школа зв'язку Анненберга, Університет Пенсильванії, 1972 (мімео).
- Що неправильно з аналізом вмісту: методологічна критика. Документ представлений відділу теорії та методології комунікації AEJ Annual Conference, Берклі, штат Каліфорнія, серпень 1969 р. Філадельфія: Школа зв'язку Анненберга, Університет Пенсильванії, 1969 (мімео).
- Структура алгоритму ідентифікації цінностей, виражених у письмовій формі. Філадельфія: школа зв'язку Анненберг, Університет Пенсільванії, 1965 (мімео)

## Використані джерела
https://alchetron.com/Klaus-Krippendorff
https://www.asc.upenn.edu/people/faculty/klaus-krippendorff-phd [Архівовано 23 Жовтня 2018 у Wayback Machine.]
http://web.asc.upenn.edu/usr/krippendorff/index.html [Архівовано 5 Грудня 2017 у Wayback Machine.] - Klaus Krippendorff CV
http://web.asc.upenn.edu/usr/krippendorff/page2vita.htm [Архівовано 23 Березня 2016 у Wayback Machine.] - Klaus Krippendorff publications